# Hermann Albrecht
Pour les articles homonymes, voir Albrecht.
Hermann Albrecht, né le 1er septembre 1961 à Baisweil, est un ancien arbitre allemand de football, qui débuta en 1989, fut arbitre international de 1993 à 2003 et arrêta en 2005.

## Carrière
Il a officié dans des compétitions majeures : 
- Championnat d'Europe de football des moins de 16 ans 1994
- Coupe du monde de football des moins de 20 ans 1995 (4 matchs)
- Coupe d'Allemagne de football 2000-2001 (finale)
- Championnat de Corée du Sud de football 2004 (finale aller)